# Larsenianthus wardianus
Larsenianthus wardianus ist eine Pflanzenart aus der Familie der Ingwergewächse (Zingiberaceae). Sie wurde im Jahr 2010 erstbeschrieben und ist im nördlichen Myanmar heimisch.

## Beschreibung
Larsenianthus wardianus wächst als immergrüne, krautige Pflanze die Wuchshöhen von bis zu 1,25 Meter erreichen kann. Die faserigen Rhizome sind wohlriechend und erreichen Durchmesser von bis zu 2 Zentimeter. Ihr Inneres ist weiß gefärbt. Die Art bildet Knollen aus. Die belaubten Triebe sind aufrecht und stehen in dichten Gruppen von zehn bis zwanzig.
Jeder Stängel hat vier bis fünf gestielte Blätter, welche bei einer Länge von bis zu 67 Zentimeter und einer Breite von etwa 14 Zentimeter eiförmig geformt sind. Die dunkelgrüne Blattoberseite ist unbehaart. Die Blattunterseite hat eine unbehaarte, grüne Mittelrippe. Die Blattbasis verjüngt sich zum Blattstiel hin während die Spitze spitz zulaufend ist. Der ummantelte, grüne und unbehaarte Blattstiel wird bis zu 52 Zentimeter lang und 1,5 Zentimeter dick. Seine Ränder sind leicht nach hinten gerollt. An der Basis haben die Stängel rötliche, unbehaarte Blattscheiden, welche eine Länge von rund 30 Zentimetern und eine Breite von etwa 5 Zentimeter erreichen können. Die kleinen, papierartigen Blatthäutchen werden etwa 1 Zentimeter lang und rund 1 Millimeter breit. Sie sind am Stiel gestutzt und nicht gelappt. Sie fehlen an älteren Blättern.
Der gestielte Blütenstand wird als wickeliger Thyrsus an der Spitze von blattlosen Trieben gebildet und kann eine Gesamtlänge von bis zu 33 Zentimetern erreichen. Der unbehaarte Stiel wird bis zu 20 Zentimeter lang und 1 bis 1,5 Zentimeter dick. Er wird von Blattscheiden umschlossen, wobei die unteren rot und die oberen grün gefärbt sind. Der eiförmig geformte Blütenstand wird 6 bis 10 Zentimeter lang und 4 bis 5 Zentimeter breit. Er hat bis zu 40 Tragblätter, wobei die untersten ein bis zwei steril sind. Diese sind hellgrün gefärbt und haben eine rötliche Spitze werden rund 3,7 Zentimeter lang und etwa 2,4 Zentimetern breit. Jedes Tragblatt trägt drei bis vier auffällige Einzelblüten. Die nicht röhrenförmigen Vorblätter werden etwa 2,1 Zentimeter lang und rund 1,6 Zentimeter breit und sind blassweiß gefärbt und haben eine rötliche Spitze.
Die Blüten haben dreifach gelappte, blassgelbe bis rosafarbene Kelchblätter, welche bei einer Länge von etwa 1,5 Zentimetern röhrenförmig geformt sind. Die rötlich rosafarbenen Kronblätter werden rund 3,2 lang und etwa 0,2 Zentimeter dick. Die Blütenröhren sind gelappt, wobei jeder der Lappen etwa 1,4 lang wird und zurückgebogen ist. Die rot gefärbten und becherförmigen Staminodien werden rund 3 Millimeter lang und rund 2 Millimeter dick. Das rote und an der Spitze gelbe Labellum wird rund 2,2 Zentimeter lang und an seiner breitesten Stelle rund 0,3 Zentimeter breit und ist linear bis spatelförmig geformt. Es ist unbehaart und nicht gelappt. Die fertilen Staubblätter werden zusammen mit den Staubfäden rund 2,1 Zentimeter und sind im unteren Teil rot und im oberen Teil gelb gefärbt. Die Staubbeutel werden etwa 3 Millimetern und etwa 2 Millimetern breit und tragen den blassgelben Pollen. Jede Blüte hat zwei linear geformte Fruchtknoten. Über die Früchte und die Samen ist nichts bekannt.

## Verbreitung und Lebensraum
Larsenianthus wardianus wurde bisher nur an den Gebirgsausläufern des Himalayas im Kachin-Staat im nördlichen Myanmar gefunden. Die Art wächst dort im Unterwuchs von immergrünen Wäldern, welche zum Großteil von Flügelfruchtgewächsen (Dipterocarpaceae) gebildet werden.

## Systematik
Die Erstbeschreibung als Larsenianthus wardianus erfolgte 2010 durch Walter John Emil Kress, U Thet Htun und Mike Bordelon in PhytoKeys Nummer 1, Seite 23. Das Artepitheton wardianus ehrt den britischen Pflanzensammler Frank Kingdon-Ward, welcher die Autoren bei ihrer Arbeit inspirierte.